# Messier 25
A Messier 25 (más néven M25) egy nyílthalmaz a Nyilas csillagképben.

## Felfedezése
Az M25-öt 1764-ben fedezte fel Philippe Loys de Chéseaux francia csillagász. Charles Messier 1764. június 20-án katalogizálta.

## Tudományos adatok
Az M25 halmaz Trumpler besorolását az egyes források igen eltérően adják meg:
- I,2,p (Trumpler)
- I,3,m (Götz)
- IV,3,r (Kenneth Glyn Jones)
- III,3,m (Brent A. Archinal)

## Megfigyelési lehetőség
Kis nyílású távcsővel a halmazban sok színes csillag látható. Ha a halmazról készült fényképen kelet van felül, a legfényesebb csillagok egy egyenes támlájú széket formáznak.